# رایان پاتر
رایان پاتر (انگلیسی: Ryan Potter؛ زادهٔ ۱۲ سپتامبر ۱۹۹۵) یک هنرپیشه اهل ایالات متحده آمریکا است. وی از سال ۲۰۱۰ میلادی تاکنون مشغول فعالیت بوده‌است.

## گزیده فیلمشناسی
از فیلم‌ها یا برنامه‌های تلویزیونی که وی در آن نقش داشته‌است می‌توان به آثار زیر اشاره کرد.
- ۶ ابرقهرمان (۲۰۱۴)
- جوابش را پیدا کن (۲۰۱۲)
- فرد: نمایش (۲۰۱۲)
- موش‌های آزمایشگاهی: نیروی نخبگان (۲۰۱۶)
- تایتان‌ها (مجموعه تلویزیونی ۲۰۱۸) (۲۰۱۸–تاکنون)